# Símbolo indicador regional
Os símbolos indicadores regionais são um conjunto de 26 caracteres alfabéticos Unicode (A – Z) destinados a serem usados para codificar códigos de país de duas letras ISO 3166-1 alfa-2 de uma forma que permita tratamento especial opcional.
Estes foram definidos em Outubro de 2010 como parte do suporte Unicode 6.0 para emôji, como uma alternativa à codificação de caracteres separados para cada bandeira de país. Embora possam ser exibidas como letras romanas, pretende-se que as implementações possam optar por exibi-las de outras maneiras, como usando bandeiras nacionais. O FAQ do Unicode indica que este mecanismo deve ser usado e que os símbolos das bandeiras nacionais não serão codificados diretamente.
Eles são codificados no intervalo U+1F1E6 🇦 REGIONAL INDICATOR SYMBOL LETTER A a U+1F1FF 🇿 REGIONAL INDICATOR SYMBOL LETTER Z dentro do bloco Enclosed Alphanumeric Supplement no Supplementary Multilingual Plane.